# Море, Антуан де Бурбон-Бёй
Антуан де Бурбон-Бёй, граф де Море (фр. Antoine de Bourbon-Bueil; 9 мая 1607, Фонтенбло — 1 сентября 1632, Кастельнодари) — внебрачный сын короля Франции Генриха IV и его фаворитки Жаклин де Бёй, графини де Море (1588—1651), получившей титул маркизы де Вард в 1617 году вследствие своего второго брака с Рене II Креспен де Бек. Стал главным героем романа Дюма-отца «Красный сфинкс».

## Биография
Антуан был узаконен королевским патентом в январе 1608 года, менее чем через год после своего рождения. Отец, которому было почти 60 лет, очень тепло относился к юному Антуану и подарил ему несколько титулов и доходных поместий. Таким образом, среди владений Антуана оказались аббатства де Савиньи, де Сен-Виктор де Марсель и де Сини (Ансельм). В 1620 году, уже после смерти Генриха IV, 13-летний Антуан получил должность аббата-коммендатора аббатства Святого Стефана, вместе с которой ему достались крупные доходы этого нормандского аббатства. Он находился во главе аббатства 12 лет и весь этот срок продолжался конфликт с монахами аббатства, поскольку Антуан не допускал расходования средств на их личные нужды и ремонт зданий, повреждённых в ходе религиозных войн.
В юношеские годы он был близок к своему единокровному брату Гастону Орлеанскому, который был младше Антуана на 1 год. Женат не был.
По воспоминаниям мемуаристов тех времён, своим стремлением к славе, мужеством и смелостью Антуан очень походил на своего отца Генриха IV. Антуан принял участие в мятеже против короля Людовика XIII, лидерами которого стали Гастон Орлеанский и Анри II де Монморанси, и развязка которого случилась в ходе битвы при Кастельнодари. Во время этого сражения он был ранен в плечо выстрелом из мушкета и скончался от этого ранения тремя часами позже в карете Гастона. Тело 25-летнего Антуана после битвы обнаружено не было.
В 1680-х годах некий отшельник из Анжу выдавал себя за графа де Море. Он утверждал, что выжил в сражении под Кастельнодари, несколько лет скрывался за границами Франции, а потом ушёл в монастырь. Появлению самозванца способствовала завеса тайны, окутывавшая смерть графа и судьбу его тела. 
В некоторых исторических романах граф де Море обрисован как отец будущего короля Франции Людовика XIV. Так как Людовик XIII страдал от мужского бессилия, его окружение  якобы свело Антуана с королевой Анной Австрийской, зачавшей от связи с графом де Море ребёнка. К исторической реальности эти домыслы беллетристов отношения не имеют.

## Граф де Море в художественной литературе
Граф де Море играет одну из ведущих ролей в романе Дюма-отца «Красный сфинкс» (альтернативное название — «Граф де Море»), является главным героем повести Дюма-отца «Голубка».